# Jack McAuliffe
Jack McAuliffe (Cork, 24 marzo 1866 – Forest Hills, 5 novembre 1937) è stato un pugile statunitense, nato in Irlanda.
La International Boxing Hall of Fame lo ha riconosciuto fra i più grandi pugili di ogni tempo.

## Gli inizi
Professionista dal 1884.

## La carriera
Tra i più famosi pugili a pugni nudi della fine dell'800, imbattuto.